# Women’s Professional Soccer
Women’s Professional Soccer (WPS) — бывшая профессиональная лига женского футбола в США. В этом качестве WPS заменила лигу Women’s United Soccer Association, существовавшую в период с 2000 по 2003 год. Первый сезон WPS начался 29 марта 2009 года и завершился 9 августа победой команды «Скай Блю», в регулярном сезоне занявшей лишь 4-е место. В первые два сезона лига состояла из семи команд, а в сезоне 2011 года приняло участие шесть команд, с постоянными планами расширения в будущем. WPS был высшим уровнем женской системы футбольных лиг США.
В 2012 году, после трёх сезонов, лига прекратила существование. Основными причинами стали слабая финансовая ситуация и затяжное судейское разбирательство с владельцем одного из клубов. Вместо неё была сформирована Национальная женская футбольная лига, в которую вошли команды WPS.

## История
16 сентября 2008 года, после Олимпийских игр в Пекине, началось распределение игроков между командами WPS. Сначала между семью клубами распределили 21 игрока женской сборной США, по три в каждую команду. Через неделю, 24 сентября, был проведён драфт, на котором команды выбрали по четыре игрока из-за пределов США, в их числе была одна из самых титулованных футболисток мира, бразильянка Марта. 6 октября был проведён общий драфт, на котором клубы набрали ещё по четыре игрока. 16 января 2009 года был проведён последний драфт, на котором выбирались игроки из американских колледжей и команд низших лиг.
Первый сезон WPS стартовал 29 марта 2009 года и завершился 9 августа. Каждая команда провела 20 матчей регулярного сезона, после чего четыре лучшие команды разыграли в серии плей-офф чемпионский титул. Первым чемпионом стала команда «Скай Блю», в регулярном сезоне занявшая лишь 4-е место. В первые два сезона лига состояла из семи команд, а в сезоне 2011 года приняло участие шесть команд, с постоянными планами расширения в будущем.
21 ноября 2012 года, Федерация футбола США заявила о возрождении женской профессиональной лиги в 2013 году. Ещё не названная лига будет состоять из восьми клубов, базирующихся в США (Бостон, штат Нью-Джерси, западный регион штата Нью-Йорк, Вашингтон, Чикаго, Канзас-Сити, Сиэтл и Портленд) и помимо спонсорской помощи будет также поддерживаться за счёт футбольных федераций США, Канады и Мексики.
30 января 2012 года лига объявила о приостановке сезона 2012 года, назвав основной причиной несколько внутренних организационных проблем. Некоторые из этих проблем включали продолжающуюся судебную тяжбу с владельцем MagicJack Дэном Борислоу и нехватку ресурсов, вложенных в лигу. 18 мая 2012 года WPS объявила, что лига закрыта и не вернётся в 2013 году. После закрытия WPS в 2013 году была сформирована Национальная женская футбольная лига, которая заняла место WPS в качестве высшей профессиональной женской футбольной лиги.

## Команды
В чемпионате сезона 2010 приняли участие следующие команды:
| Women’s Professional Soccer | Women’s Professional Soccer | Women’s Professional Soccer | Women’s Professional Soccer | Women’s Professional Soccer |
| Команда                     | Стадион                     | Город                       | Основана                    | Вступила в WPS              |
| --------------------------- | --------------------------- | --------------------------- | --------------------------- | --------------------------- |
| Атланта Бит                 | Кей-эс-ю Стэдиум            | Кеннесо, Джорджия           | 2009                        | 2010                        |
| Бостон Брейкерс             | Гарвард Стэдиум             | Бостон, Массачусетс         | 2001                        | 2009                        |
| Вашингтон Фридом            | Мэриленд Соккерплекс        | Джермантаун, Мэриленд       | 2001                        | 2009                        |
| Голд Прайд                  | Бак Шо Стэдиум              | Санта-Клара, Калифорния     | 2008                        | 2009                        |
| Сент-Луис Атлетика          | Ралф Корт Стэдиум           | Эдуардсвилл, Иллинойс       | 2008                        | 2009                        |
| Скай Блю                    | Юрсак Филд                  | Пискатауэй, Нью-Джерси      | 2008                        | 2009                        |
| Филадельфия Индепенденс     | Джон Эй Фаррелл Стэдиум     | Уэст-Честер, Пенсильвания   | 2009                        | 2010                        |
| Чикаго Ред Старз            | Тойота Парк                 | Бриджвью, Иллинойс          | 2008                        | 2009                        |

Клуб «Лос-Анджелес Сол», выигравший регулярный чемпионат в 2009 году, в январе 2010 года прекратил существование из-за отказа владельца от команды.

## Победители
| Сезон | Победитель плей-офф   | Победитель регулярного сезона |
| ----- | --------------------- | ----------------------------- |
| 2009  | Скай Блу              | Лос-Анджелес Сол              |
| 2010  | Голд Прайд            | Голд Прайд                    |
| 2011  | Уэстерн Нью-Йорк Флэш | Уэстерн Нью-Йорк Флэш         |